# مقاطعة ديفيس (إنديانا)
مقاطعة ديفيس (بالإنجليزية: Daviess County, Indiana)‏ هي إحدى مقاطعات ولاية إنديانا في الولايات المتحدة. تأسست سنة 1818، بلغ عدد سكانها 31648 نسمة في عام 2010 حسب إحصاء مكتب تعداد الولايات المتحدة وتصل الكثافة السكانية فيها 28.37 نسمة/كم2.

## وصلات خارجية
- United States Counties